# Карвот, Мейк
Мейк Адальберт Карвот (нем. Meik Adalbert Karwot; род. 27 февраля 1993, Вюрзелен, Северный Рейн-Вестфалия) — немецкий футболист, защитник казахстанского клуба «Жетысу».

## Карьера
Футбольную карьеру начал в составе клуба «Ганновер 96 II».
В 2015 году подписал контракт с клубом «Ворматия» Вормс.
В 2017 году перешёл в польский клуб «Гурник» Забже.
В июле 2024 года подписал контракт с клубом «Жетысу». 28 июля 2024 года в матче против клуба «Ордабасы» дебютировал в казахстанской Премьер-лиге (1:1).

## Достижения
«Радомяк»
- Чемпион первой лиги Польши: 2020/21
- Чемпион второй лиги Польши: 2018/19

«Гурник» Забже
- Серебряный призёр первой лиги Польши: 2016/17

«Погонь» Седльце
- Чемпион второй лиги Польши: 2023/24

## Клубная статистика
| Игровая карьера | Игровая карьера     | Игровая карьера | Лига | Лига | Кубок | Кубок | Межд. | Межд. | Др. | Др. |
| --------------- | ------------------- | --------------- | ---- | ---- | ----- | ----- | ----- | ----- | --- | --- |
| 2018/19         | Радомяк             | В               | 20   | 4    | 1     | 0     | —     | —     | —   | —   |
| 2019/20         | Радомяк             | Б               | 31   | 3    | 1     | 0     | —     | —     | —   | —   |
| 2020/21         | Радомяк             | Б               | 28   | 3    | 3     | 0     | —     | —     | —   | —   |
| 2021/22         | Радомяк             | А               | 21   | 0    | 1     | 0     | —     | —     | —   | —   |
| 2022/23         | Заглембе (Сосновец) | Б               | 11   | 1    | —     | —     | —     | —     | —   | —   |
| 2023/24         | Заглембе (Сосновец) | Б               | 12   | 1    | 1     | 0     | —     | —     | —   | —   |
| 2023/24         | Погонь (Седльце)    | В               | 13   | 1    | —     | —     | —     | —     | —   | —   |
| 2024            | Жетысу              | А               | 7    | 0    | 1     | 0     | —     | —     | —   | —   |